# 1495
Évszázadok: 14. század – 15. század – 16. század
Évtizedek: 1440-es évek – 1450-es évek – 1460-as évek – 1470-es évek – 1480-as évek – 1490-es évek – 1500-as évek – 1510-es évek – 1520-as évek – 1530-as évek – 1540-es évek
Évek: 1490 – 1491 – 1492 – 1493 –  1494 – 1495 – 1496 – 1497 – 1498 – 1499 – 1500

## Események

### Határozott dátumú események
- január 23. – II. Alfonz nápolyi király lemond fia, Ferdinánd javára (február 22-én a franciák elűzik).
- február 22. – VIII. Károly francia király bevonul Nápolyba, hogy elfoglalja a város trónját.[1] Néhány hónappal később elhatározza, hogy visszatér Franciaországba seregének nagy részével együtt. Unokatestvérét Gilbertet, Montpensier grófját alkirályként hagyja hátra.
- március 31. – I. Miksa német-római császár, VI. Sándor pápa, II. Ferdinánd aragóniai király, I. Izabella kasztíliai királynő, valamint a Velencei Köztársaság és a Milánói Hercegség huszonöt évre szövetséget köt Itália megvédésére.[2]
- május 26. – A Hernández Gonzalo de Cordoba vezette spanyol sereg partra száll Calabriában azzal a céllal, hogy elűzze a franciákat és II. Ferdinánd nápolyi királyt visszahelyezi a trónra.
- június 28. – A seminarai csatában(wd) Cordoba és Ferdinánd serege legyőzi a Bernard Stuart vezette francia sereget.
- július 6. – A fornovói csatában(wd) a milánói–velencei erők megütköztek a francia király seregével; a harc bizonytalanul alakult, és mindkét fél győztesnek tartotta magát.[3]
- július 7. – II. Ferdinánd nápolyi király újra elfoglalja trónját (1496-ig uralkodik).

### Határozatlan dátumú események
- az év folyamán – 
  - Oroszország Karélián át megtámadja Svédországot, de Viborgnál vereséget szenved.
  - A wormsi birodalmi gyűlésen I. Miksa császár módosítja a birodalmi alkotmányt.
  - II. Ulászló magyar király serege beveszi Újlaki Lőrinc erősségeinek nagy részét.[4]
  - Az első írásos adat arról, hogy Egerben meleg vizes fürdő működik.[5]
  - Corvin János kénytelen lemondani hangzatos szlavón hercegi címéről, cserébe a dalmát-horvát-szlavón bánságért.[6]

## Születések
- március 6. - Luigi Alamanni, itáliai költő és államférfi († 1556)
- március 8. - Istenes Szent János, azaz São João de Deus, eredeti nevén João Cidade Duarte portugál születésű szerzetes, az Irgalmas Rend alapítójának tekintik († 1556)
- április 16. - Petrus Apianus, német humanist tudós, matematikus, kartográfus, csillagász († 1552)
- november 21. - John Bale, angol püspök, történész († 1563)
- december 5. - Nicolas Cleynaerts, flamand grammatikus († 1563)

Bizonytalan dátum
- Robert Barnes, angol vallási reformer, mártir († 1540)

## Halálozások
- március 6. - Dzsem török herceg (* 1459)
- szeptember 14. – Tudor Erzsébet, VII. Henrik angol király és Yorki Erzsébet lánya
- október 25. – II. János portugál király (* 1455)
- november 19. – II. Alfonz nápolyi király (* 1448)